# 테이블산
테이블산 또는 테이블 마운틴(Table Mountain)은 남아프리카 공화국의 산이다. 남아프리카 공화국의 수도이며 웨스턴케이프 주의 주도인 항구도시 케이프타운 희망봉에서 북쪽으로 약 50km 떨어진 케이프반도 북단에 있다. 높이는 해발 1,084.6 m (3,558 ft)이다.

## 개요
케이프 타운 남쪽에 위치하고 서쪽으로 대서양을 바라 보고 있다. 수직으로 깎아지른 듯한 절벽이 특징인 산으로 테이블 마운틴 국립공원을 형성하고 있다. 1990년 뉴케이프반도 국립 공원으로 지정되었고, 1998년 테이블 마운틴 국립공원으로 다시 지정되었다.

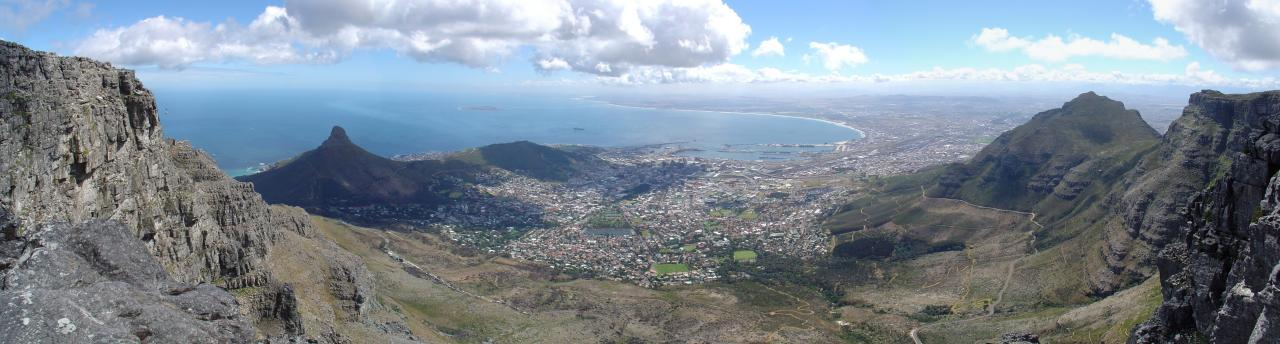
테이블 마운틴에서 본 정상의 파노라마, 왼쪽에서 오른쪽으로 사자머리와 시그날힐, 로벤 섬, 희망봉 시티 센터, 테이블 만, 악마의 봉우리가 보인다.

별자리인 테이블산자리는 이 산의 이름을 붙인 것이다.

## 교통

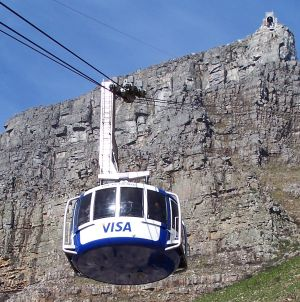
테이블 마운틴 케이블 웨이

해발 300m 지점의 지역에서 정상까지 올라가는 '테이블 마운틴 케이블 웨이(Table Mountain Cableway)'라는 케이블카를 운행하고 있다. 케이블카는 정원 55명이며, 360도 회전하며 운행된다.
1926년에 공사를 시작하여 1929년에 운행하기 시작했다.

### 버스
케이블카 역까지 차량으로 이동할 수 있다.

## 갤러리

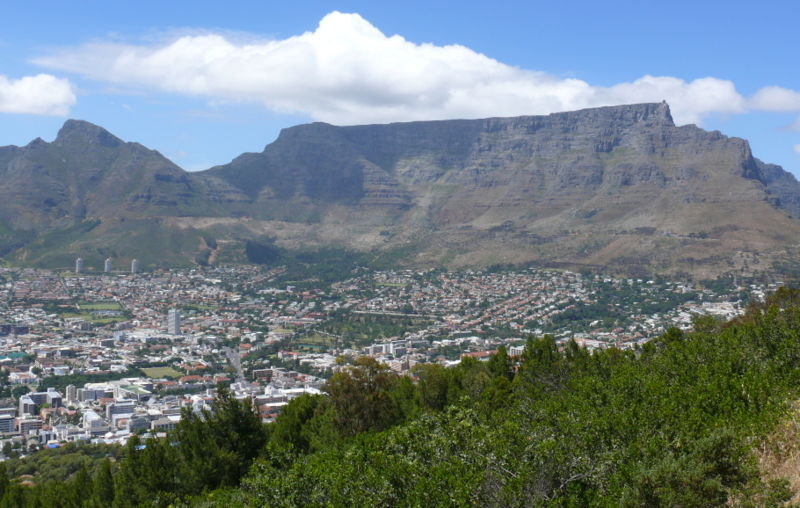
시그널 힐에서 본 풍경, 왼쪽으로 악마의 봉우리
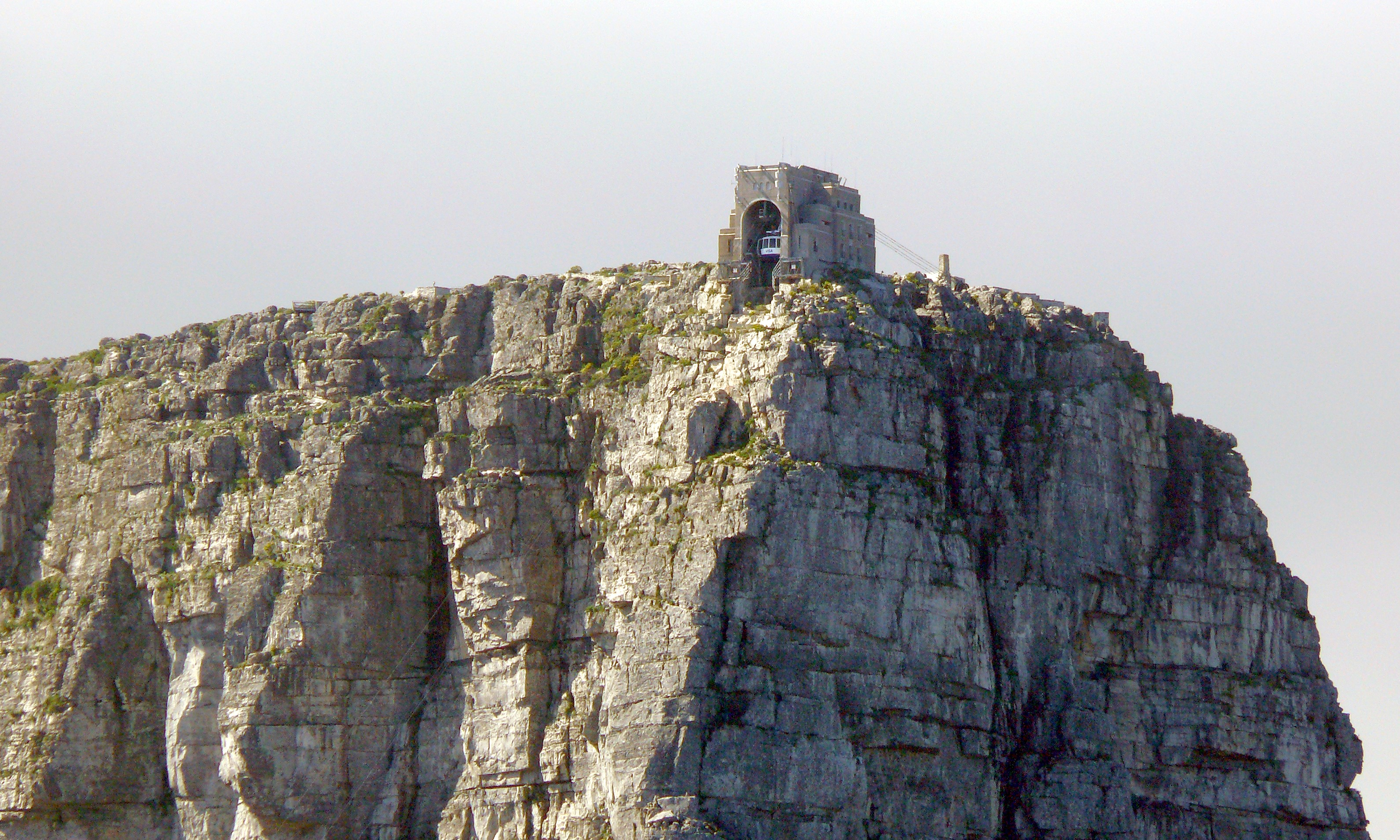
사자머리 정상에서 케이블카 역 위로
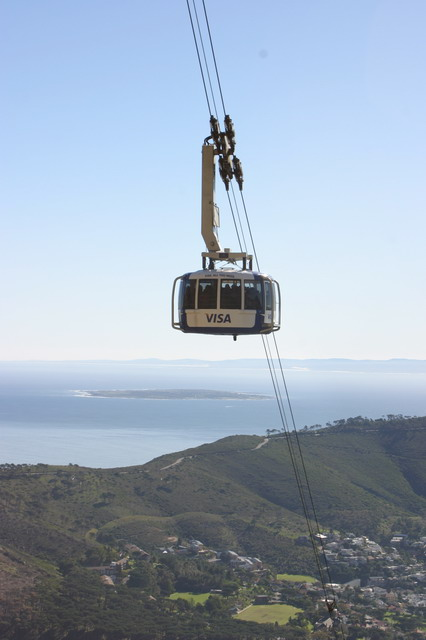
로벤 섬을 배경으로 한 케이블카
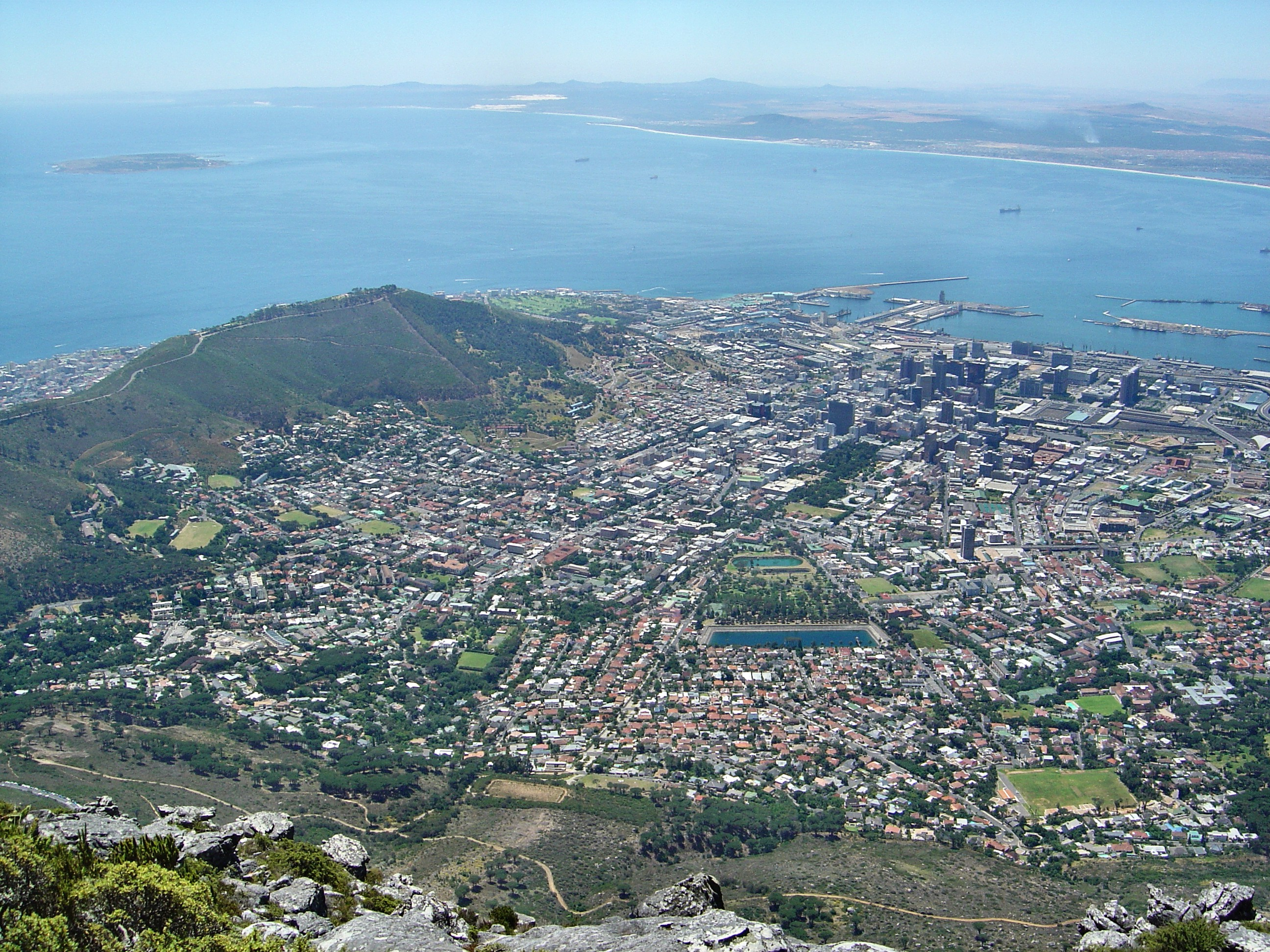
케이프 타운, 시그널 힐, 테이블 베이 와 로벤 섬으로 케이블웨이 역의 케이블의 상부
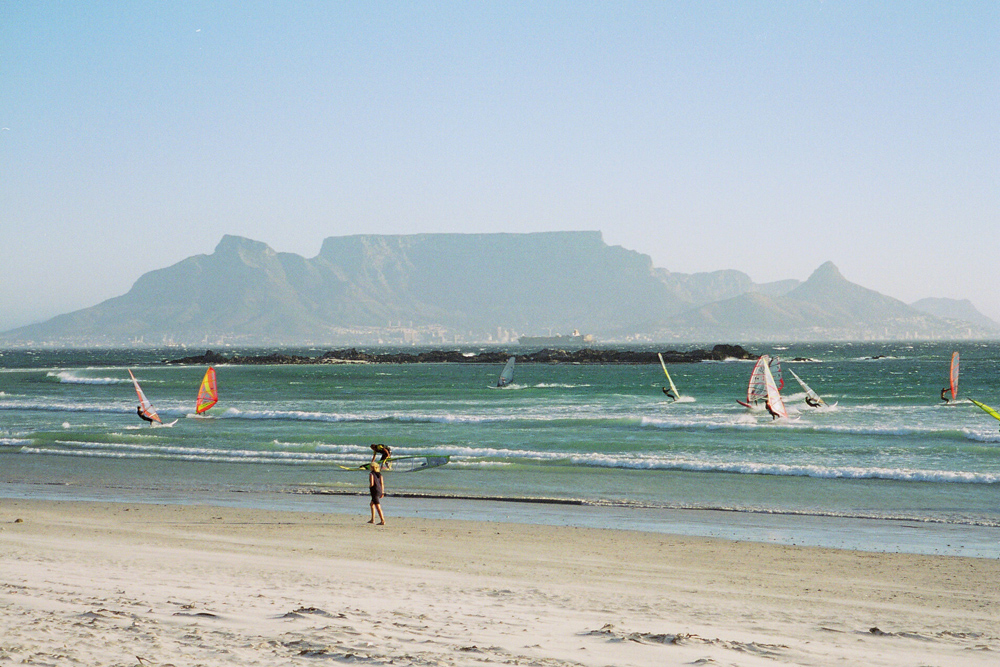
Bloubergstrand에서 본 테이블 마운틴과 케이프 타운
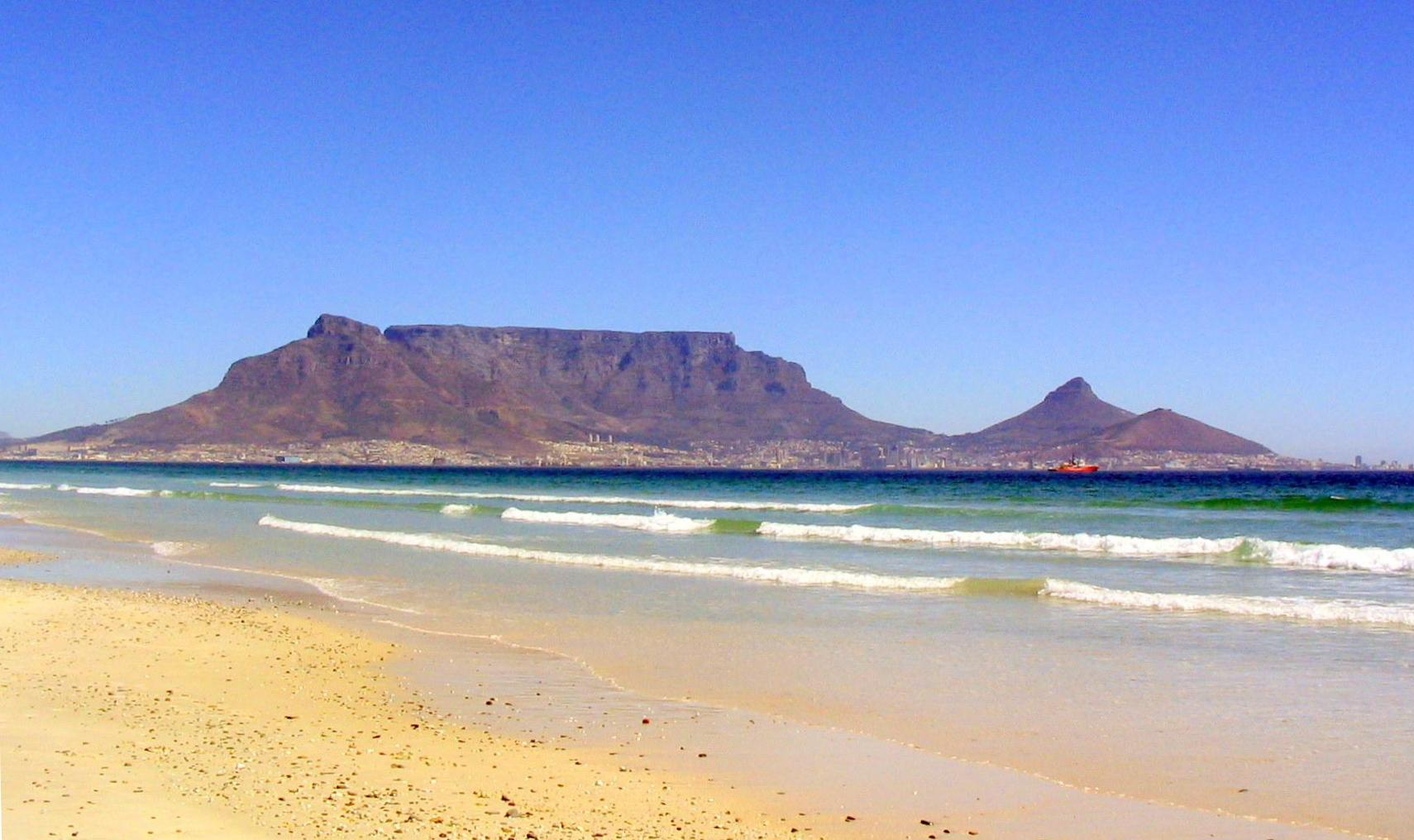
케이프타운 해변과 테이블 마운틴
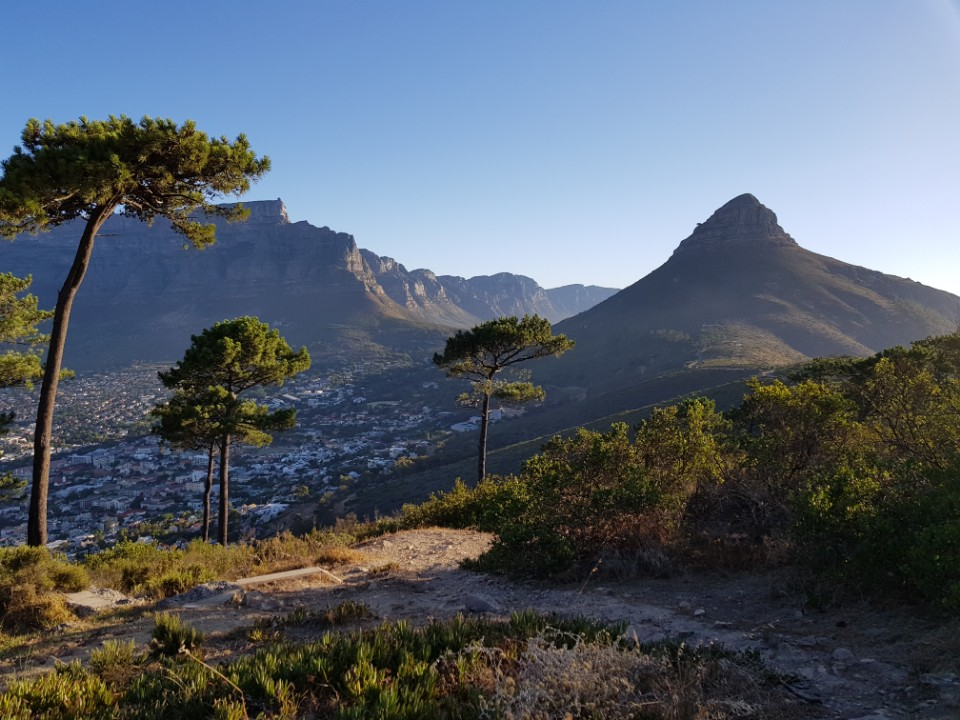
노을지 지는 시그널 힐에서 바라본 테이블 마운틴

## 같이 보기
- 테이블 마운틴 국립공원
- 테이블산자리
- 테푸이
- 호라이마 산